# Leichtathletik-Weltmeisterschaften 2017/Diskuswurf der Frauen

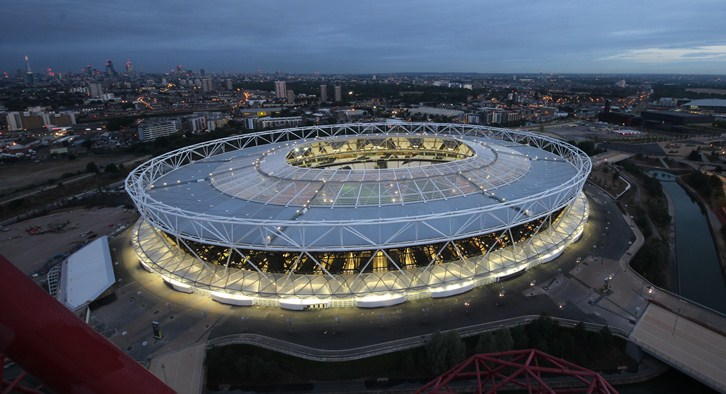
Das Olympiastadion London während der Weltmeisterschaften

Der Diskuswurf der Frauen wurde bei den Leichtathletik-Weltmeisterschaften 2017 wurde am 11. und 13. August 2017 im Olympiastadion der britischen Hauptstadt London ausgetragen.
Ihren zweiten Weltmeistertitel nach 2013 errang die kroatische Vizeweltmeisterin von 2015, zweifache Olympiasiegerin (2012/2016) und vierfache Europameisterin (2010/2012/2014/2016) Sandra Perković.

Auf den zweiten Platz kam die australische Weltmeisterin von 2009 Dani Stevens.

Die französische Vizeweltmeisterin von 2013, Olympiazweite von 2016 und Vizeeuropameisterin von 2014 Mélina Robert-Michon gewann die Bronzemedaille.

## Rekorde

### Bestehende Rekorde
| Weltrekord               | Gabriele Reinsch | 76,80 m | Neubrandenburg. DDR (heute Deutschland) | 7. Juli 1988    |
| Weltmeisterschaftsrekord | Martina Hellmann | 71,62 m | WM in Rom, Italien                      | 31. August 1987 |

Der bereits seit 1987 bestehende WM-Rekord wurde auch bei diesen Weltmeisterschaften nicht erreicht. Der beste Wurf – Weltmeisterin Sandra Perković im Finale mit 70,31 m – lag jedoch über siebzig Meter, nur um 1,31 m unter der Weltmeisterschaftsrekordweite.

### Rekordverbesserung
Es wurde ein Kontinentalrekord aufgestellt:
69,64 m (Ozeanienrekord) – Dani Stevens (Australien), Finale am 13. August

## Legende
Kurze Übersicht zur Bedeutung der Symbolik – so üblicherweise auch in sonstigen Veröffentlichungen verwendet:
| – | verzichtet |
| x | ungültig   |

## Qualifikation
Die Athletinnen traten zu einer Qualifikationsrunde in zwei Gruppen an. Die für den direkten Finaleinzug geforderte Qualifikationsweite betrug 62,50 m. Da nur neun Athletinnen diesen Wert übertrafen – hellblau unterlegt, wurde das Finalfeld mit den nachfolgend besten Werferinnen beider Gruppen auf insgesamt zwölf Teilnehmerinnen aufgefüllt – hellgrün unterlegt. So waren für die Finalteilnahme schließlich 61,48 m zu erbringen.

### Gruppe A
11. August 2017, August 2017 10:10 Uhr Ortszeit (11:10 Uhr MESZ)
| Platz | Athletin                  | Land                | 1. Versuch | 2. Versuch | 3. Versuch | Weite (m) |
| ----- | ------------------------- | ------------------- | ---------- | ---------- | ---------- | --------- |
| 01    | Sandra Perković           | Kroatien            | 61,83      | x          | 69,67      | 69,67     |
| 02    | Denia Caballero           | Kuba                | 58,77      | x          | 63,79      | 63,79     |
| 03    | Andressa de Morais        | Brasilien           | 60,61      | 62,80      | –          | 62,80     |
| 04    | Feng Bin                  | Volksrepublik China | 62,48      | x          | 61,95      | 62,48     |
| 05    | Julia Harting             | Deutschland         | 61,34      | 61,70      | 59,41      | 61,70     |
| 06    | Anna Rüh                  | Deutschland         | 60,78      | 60,66      | x          | 60,78     |
| 07    | Gia Lewis-Smallwood       | USA                 | x          | 58,15      | 58,13      | 58,15     |
| 08    | Jade Lally                | Großbritannien      | x          | x          | 57,71      | 57,71     |
| 09    | Sabina Asenjo             | Spanien             | 57,00      | x          | x          | 57,00     |
| 10    | Chrysoula Anagnostopoulou | Griechenland        | 56,91      | 56,08      | 55,26      | 56,91     |
| 11    | Kellion Knibb             | Jamaika             | x          | x          | 56.73      | 56.73     |
| 12    | Anita Márton              | Ungarn              | 55,96      | 54,91      | x          | 55,96     |
| 13    | Natalija Semenowa         | Ukraine             | x          | x          | 55,83      | 55,83     |
| 14    | Taryn Gollshewsky         | Australien          | 54,29      | x          | 53,69      | 54,29     |
| NM    | Tara-Sue Barnett          | Jamaika             | x          | x          | x          | ogV       |

In Qualifikationsgruppe A ausgeschiedene Diskuswerferinnen:

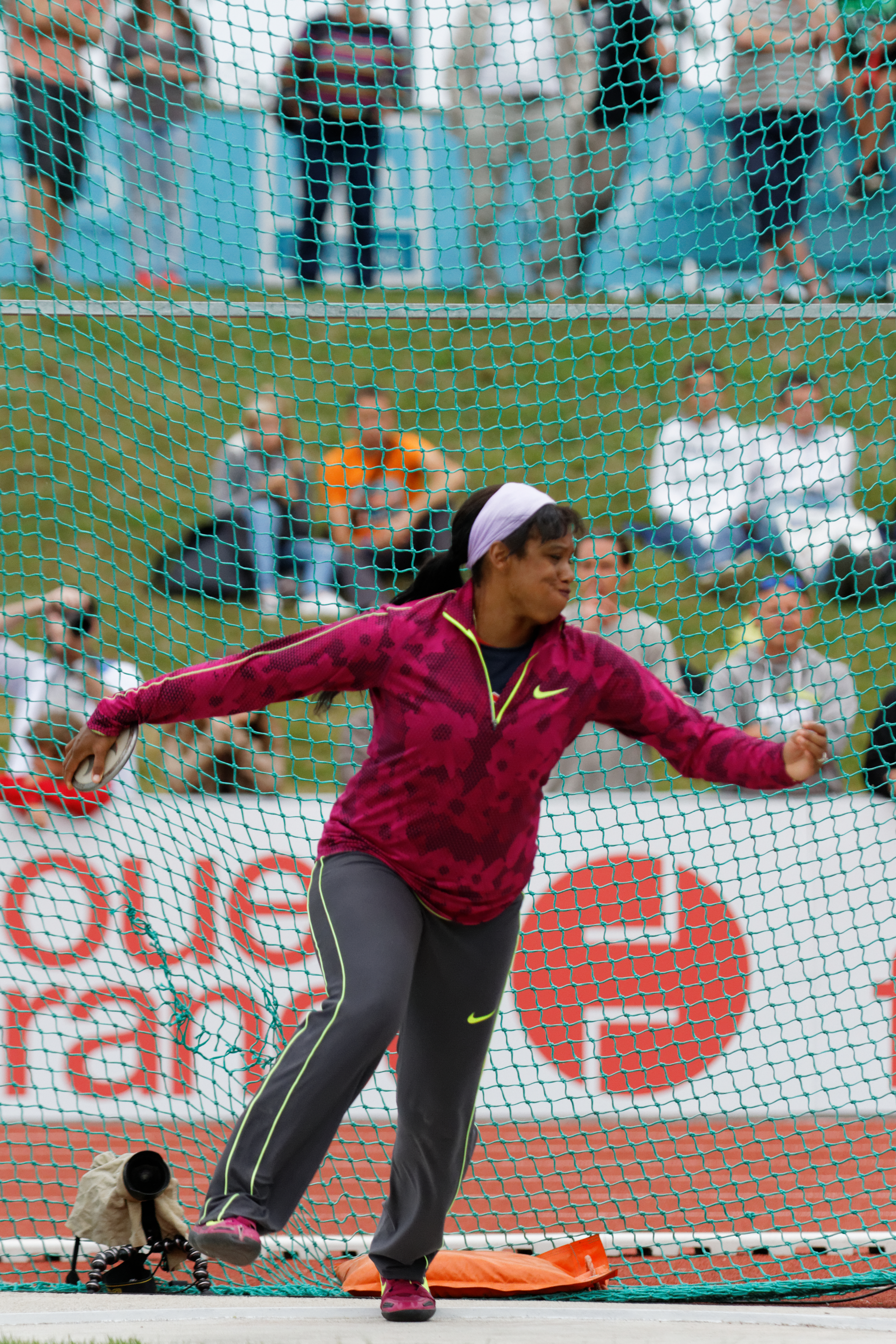
Gia Lewis-Smallwood Rang sieben mit 58,15 m
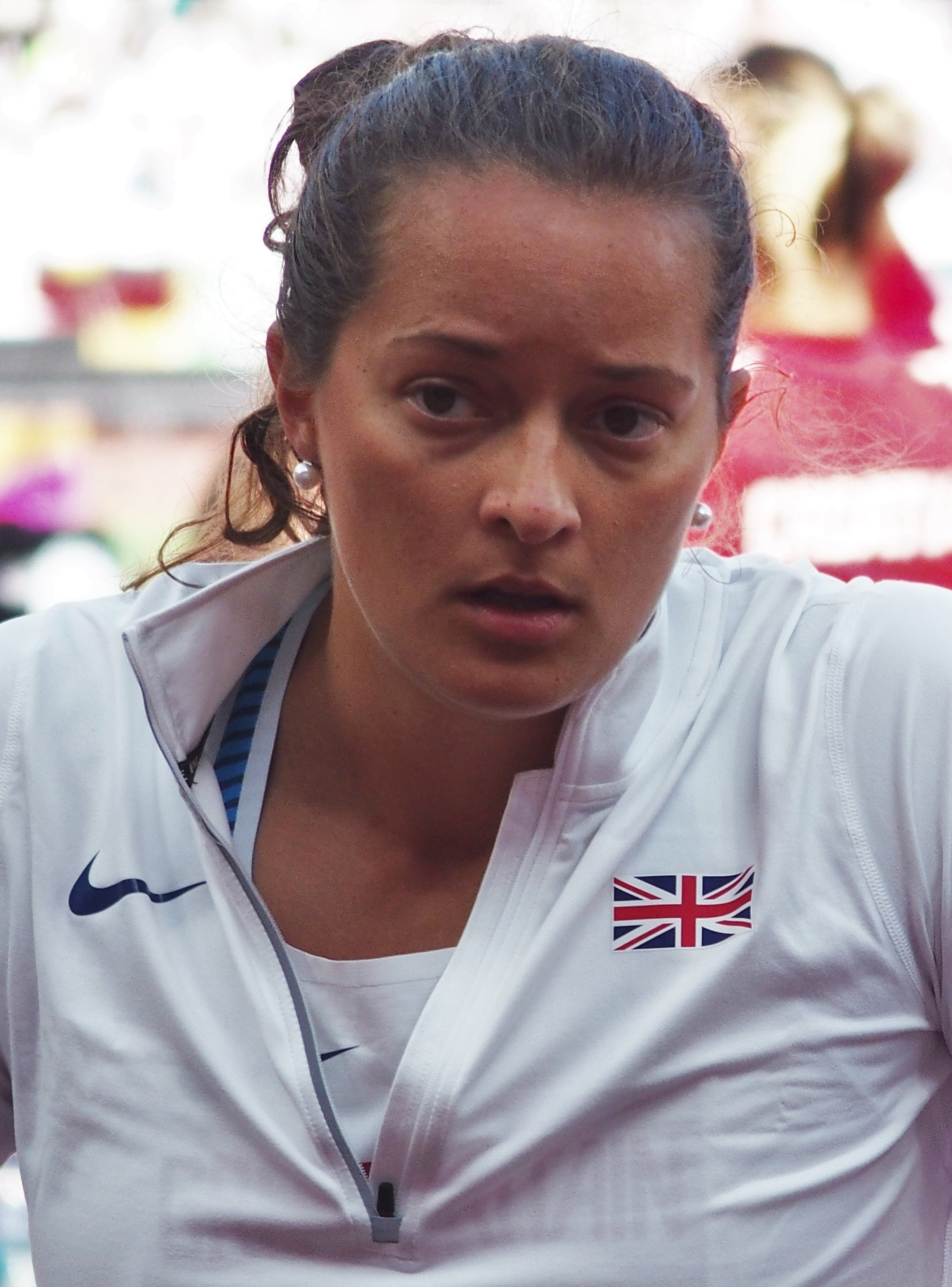
Jade Lally Rang acht mit 57,71 m
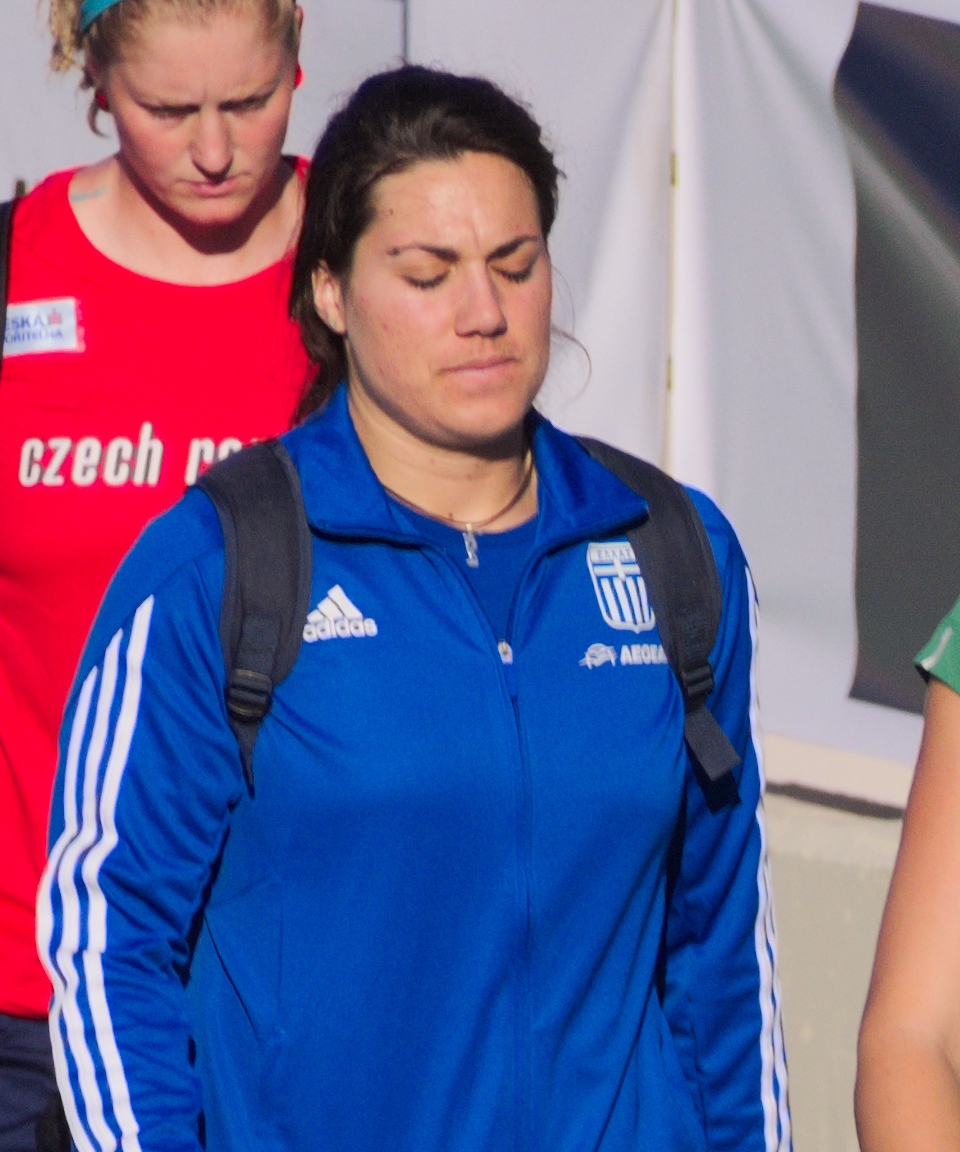
Chrysoula Anagnostopoulou Rang zehn mit 56,91 m
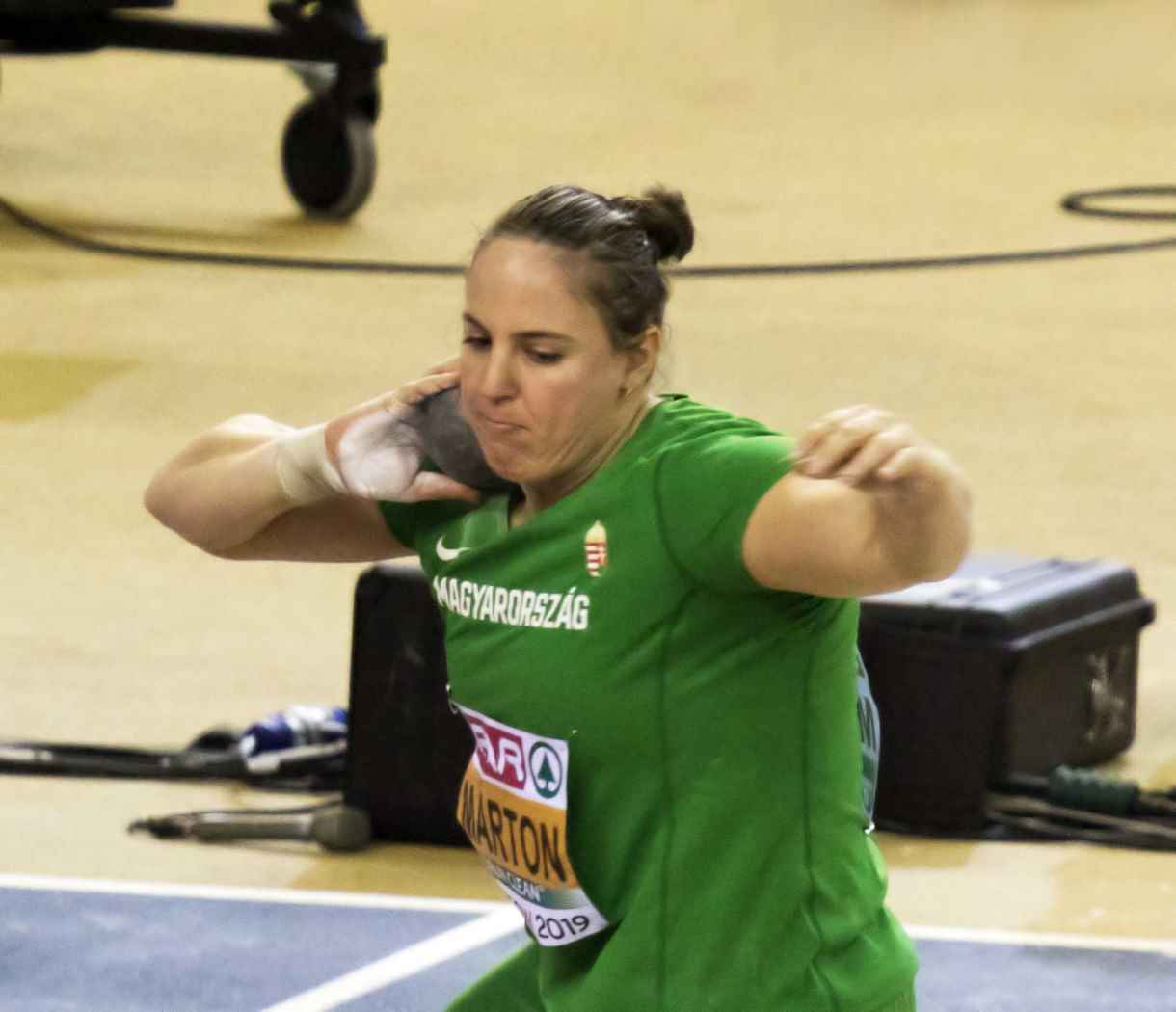
Anita Márton – hier als Kugelstoßerin – Rang zwölf mit 55,96 m
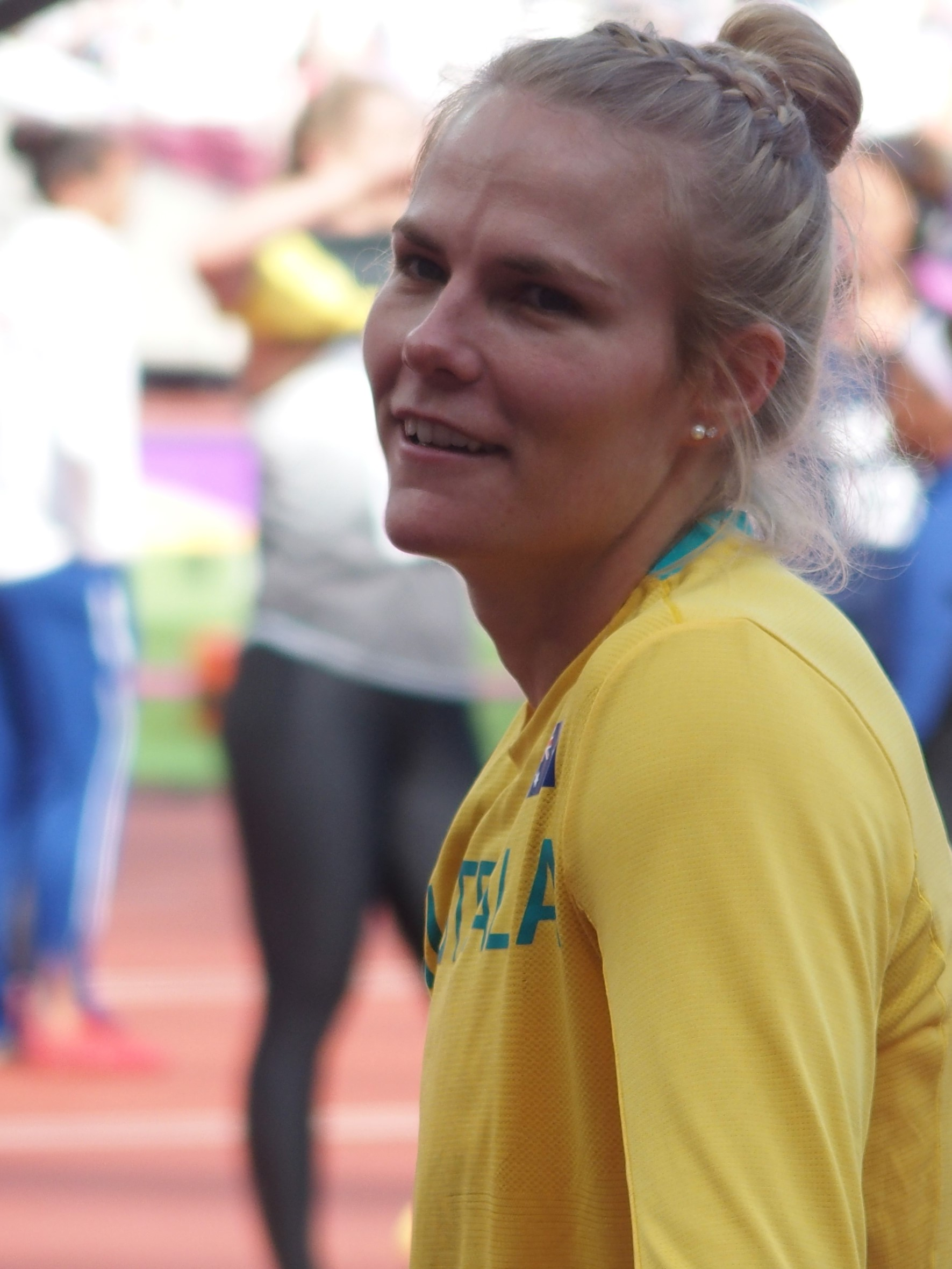
Taryn Gollshewsky Rang vierzehn mit 54,29 m

### Gruppe B
11. August 2017, August 2017 11:33 Uhr Ortszeit (12:35 Uhr MESZ)
| Platz | Athletin             | Land                | 1. Versuch | 2. Versuch | 3. Versuch | Weite (m) |
| ----- | -------------------- | ------------------- | ---------- | ---------- | ---------- | --------- |
| 01    | Yaime Pérez          | Kuba                | 65,58      | –          | –          | 65,58     |
| 02    | Dani Stevens         | Australien          | 65,56      | –          | –          | 65,56     |
| 03    | Mélina Robert-Michon | Frankreich          | 63,97      | –          | –          | 63,97     |
| 04    | Nadine Müller        | Deutschland         | 60.31      | 62,47      | 63,35      | 63,35     |
| 05    | Su Xinyue            | Volksrepublik China | 60,83      | 61,35      | 63,00      | 63,00     |
| 06    | Chen Yang            | Volksrepublik China | x          | 62,71      | –          | 62,71     |
| 07    | Zinaida Sendriūtė    | Litauen             | 61,48      | x          | 57,57      | 61,48     |
| 08    | Whitney Ashley       | USA                 | x          | 60,94      | 59,22      | 60,94     |
| 09    | Shadae Lawrence      | Jamaika             | x          | 59,25      | x          | 59,25     |
| 10    | Fernanda Martins     | Brasilien           | 58,51      | x          | x          | 58,51     |
| 11    | Dragana Tomašević    | Serbien             | 56,14      | 57,78      | 57,28      | 57,78     |
| 12    | Irina Rodrigues      | Portugal            | 54,94      | 55,87      | 56,98      | 56,98     |
| 13    | Subenrat Insaeng     | Thailand            | 53,74      | x          | 55,16      | 55,16     |
| 14    | Valarie Allman       | USA                 | 53,85      | x          | x          | 53,85     |
| 15    | Karen Gallardo       | Chile               | 52,36      | x          | 52,81      | 52,81     |

In Qualifikationsgruppe B ausgeschiedene Diskuswerferinnen:

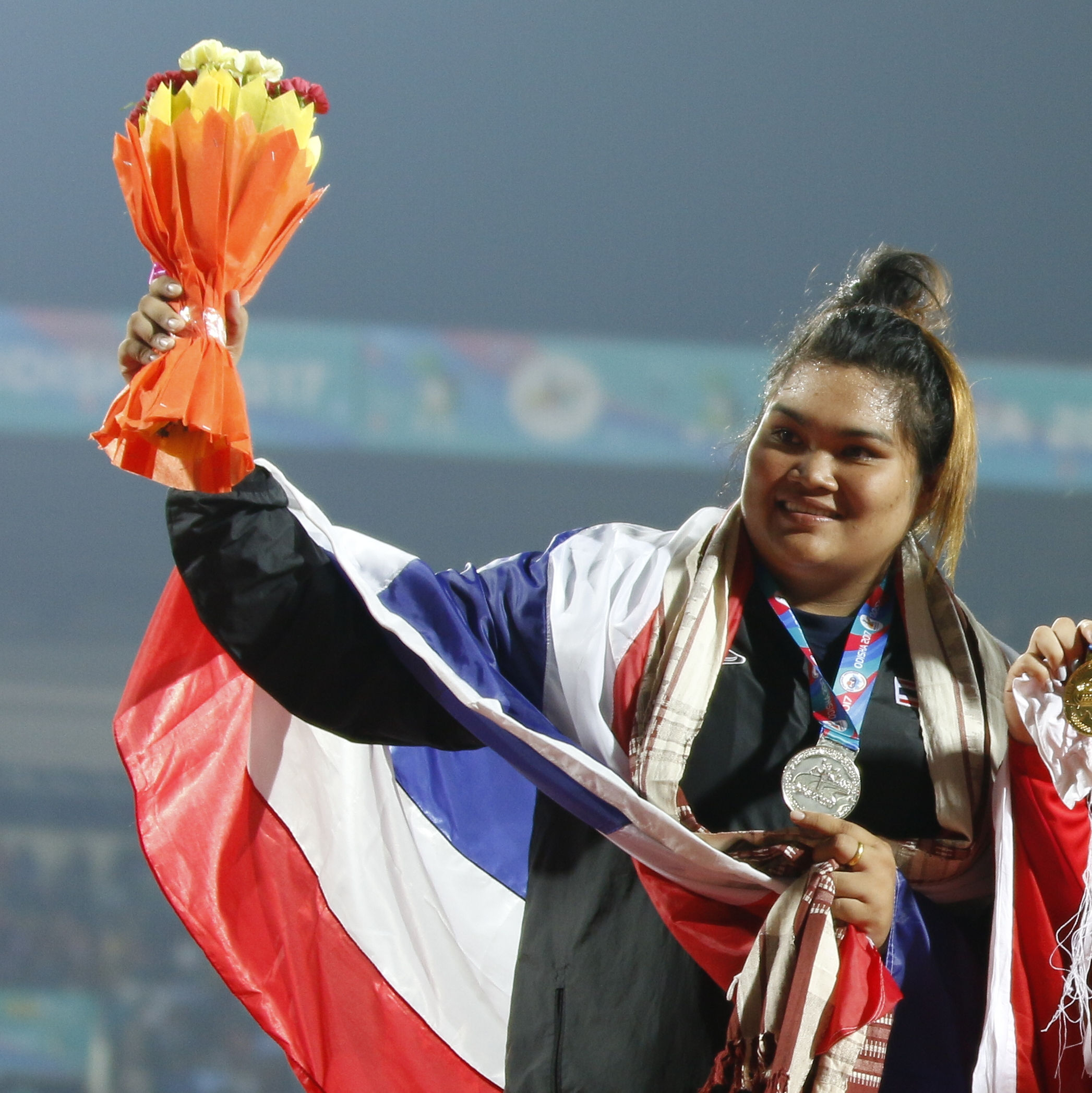
Subenrat Insaeng Rang dreizehn mit 55,16 m
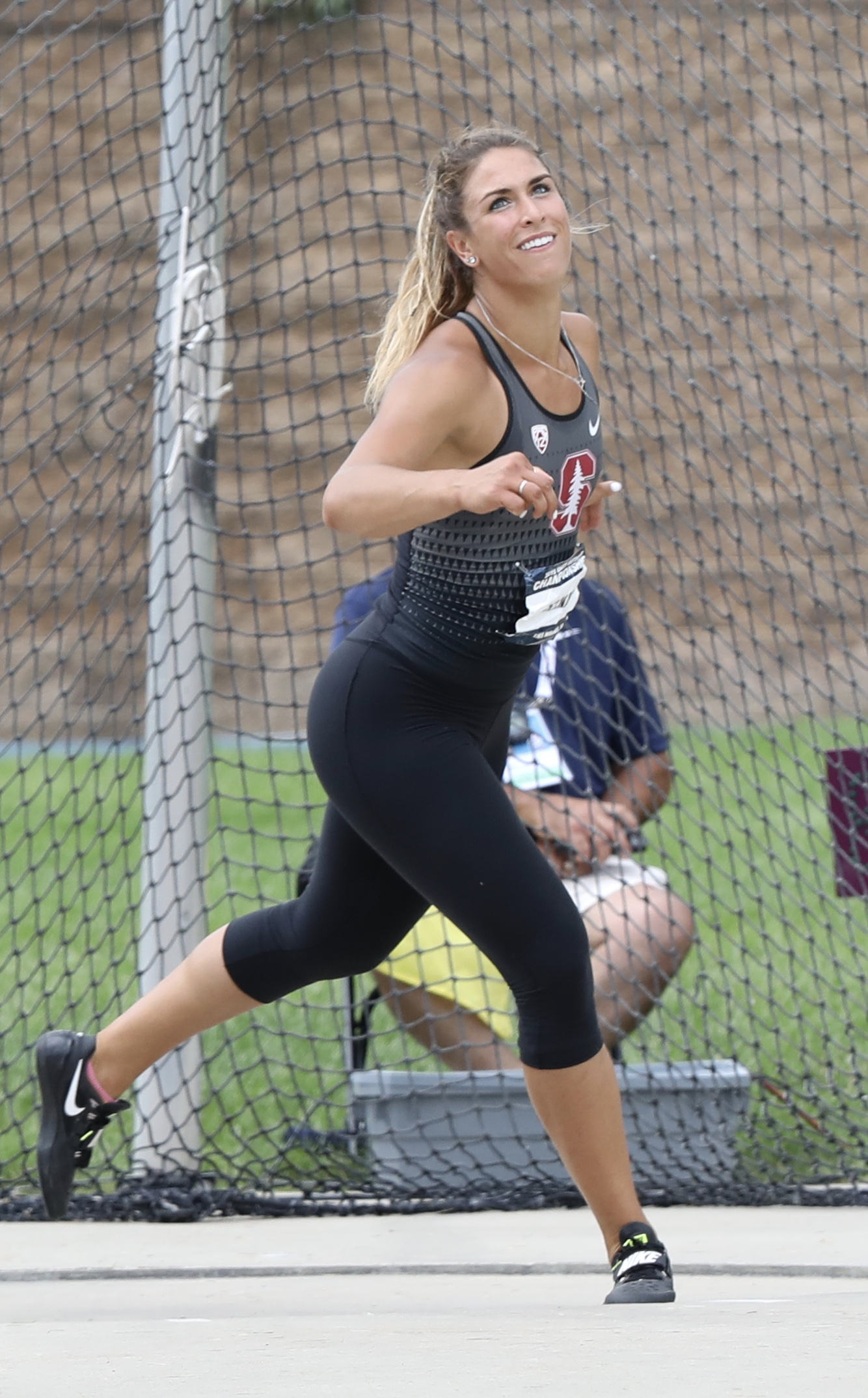
Valarie Allman Rang vierzehn mit 53,85 m
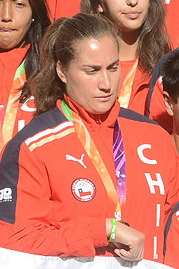
Karen Gallardo Rang fünfzehn mit 52,81 m

## Finale
13. August 2017, 19:10 Uhr Ortszeit (20:10 Uhr MESZ)
Klare Favoritin für diesen Wettbewerb war die Kroatin Sandra Perković. Sie war die Olympiasiegerin von 2012 / 2016, Europameisterin von 2014 / 2016, Weltmeisterin von 2013 und Vizeweltmeisterin von 2015. Zu ihren stärksten Konkurrentinnen gehörten die kubanische Weltmeisterin von 2015 und Olympiadritte von 2016 Denia Caballero, die französische Olympiazweite von 2016, Vizeweltmeisterin von 2013 und Vizeeuropameisterin von 2014 Mélina Robert-Michon. Auch die beiden deutschen Werferinnen Nadine Müller – unter anderem WM-Dritte von 2015 – und Julia Fischer – Vizeeuropameisterin von 2016 – traten mit guten Aussichten auf vordere Platzierungen an.
Von Beginn an wurde Perkovićs Überlegenheit deutlich. 69,30 m gelangen ihr im ersten Durchgang, womit sie fast vier Meter Vorsprung der zu diesem Zeitpunkt zweitplatzierten Robert-Michon hatte. Dritte war zunächst die Australierin Dani Stevens, unter ihrem damaligen Namen Dani Samuels Überraschungsweltmeisterin von 2009. Mit 64,13 m lag Müller auf Rang vier. In Runde zwei übertraf Perković dann mit ihrem weitesten Wurf in diesem Wettkampf von 70,31 m als einzige Athletin die 70-Meter-Marke. Stevens verbesserte sich auf 65,46 m, blieb aber weiterhin Dritte hinter Robert-Michon. Auch Perkovićs dritter Wurf auf 70,28 m landete jenseits der siebzig Meter.
In Runde vier schob sich Stevens mit 66,82 m auf Rang zwei. Die Kubanerin Yaimé Pérez steigerte sich auf 64,82 m und hatte damit den Bronzeplatz erobert. Doch dabei blieb es nicht. Robert-Michon erzielte 65,39 m und dann im letzten Durchgang 66,11 m. Stevens setzte mit ihrem letzten Wurf auf 69,64 m noch ein Glanzlicht. Damit hatte sie einen neuen Ozeanienrekord aufgestellt.
Sandra Perković wurde ungefährdete Weltmeisterin vor Dani Stevens und Mélina Robert-Michon. Die beiden Kubanerinnen Yaimé Pérez und Denia Caballero belegten die Ränge vier und fünf, Nadine Müller wurde Sechste.
| Platz | Athletin             | Land                | 1. Versuch | 2. Versuch | 3. Versuch | 4. Versuch                                  | 5. Versuch                                  | 6. Versuch                                  | Weite (m) |
| ----- | -------------------- | ------------------- | ---------- | ---------- | ---------- | ------------------------------------------- | ------------------------------------------- | ------------------------------------------- | --------- |
|       | Sandra Perković      | Kroatien            | 69,30      | 70,31      | 70,28      | 69,81                                       | x                                           | x                                           | 70,31     |
|       | Dani Stevens         | Australien          | 64,23      | 65,46      | x          | 66,82                                       | 66,59                                       | 69,64                                       | 69,64 OZ  |
|       | Mélina Robert-Michon | Frankreich          | 65,49      | 62,54      | x          | 61,88                                       | 65,39                                       | 66,21                                       | 66,21 SB  |
| 4     | Yaimé Pérez          | Kuba                | 62,54      | x          | x          | 64,82                                       | 63,43                                       | 64,60                                       | 64,82     |
| 5     | Denia Caballero      | Kuba                | 63,22      | 62,88      | x          | 62,18                                       | 64,37                                       | x                                           | 64,37     |
| 6     | Nadine Müller        | Deutschland         | 64,13      | x          | 62,49      | x                                           | 63,71                                       | x                                           | 64,13     |
| 7     | Su Xinyue            | Volksrepublik China | x          | 60,59      | 63,37      | x                                           | 61,12                                       | 62,05                                       | 63,37     |
| 8     | Feng Bin             | Volksrepublik China | 61,56      | 60,81      | x          | x                                           | 51,95                                       | x                                           | 61,56     |
| 9     | Julia Harting        | Deutschland         | 61,34      | x          | x          | nicht im Finale der besten acht Werferinnen | nicht im Finale der besten acht Werferinnen | nicht im Finale der besten acht Werferinnen | 61,34     |
| 10    | Chen Yang            | Volksrepublik China | 58,19      | x          | 61,28      | nicht im Finale der besten acht Werferinnen | nicht im Finale der besten acht Werferinnen | nicht im Finale der besten acht Werferinnen | 61,28     |
| 11    | Andressa de Morais   | Brasilien           | 60,00      | x          | x          | nicht im Finale der besten acht Werferinnen | nicht im Finale der besten acht Werferinnen | nicht im Finale der besten acht Werferinnen | 60,00     |
| NM    | Zinaida Sendriūtė    | Litauen             | x          | x          | x          | nicht im Finale der besten acht Werferinnen | nicht im Finale der besten acht Werferinnen | nicht im Finale der besten acht Werferinnen | ogV       |

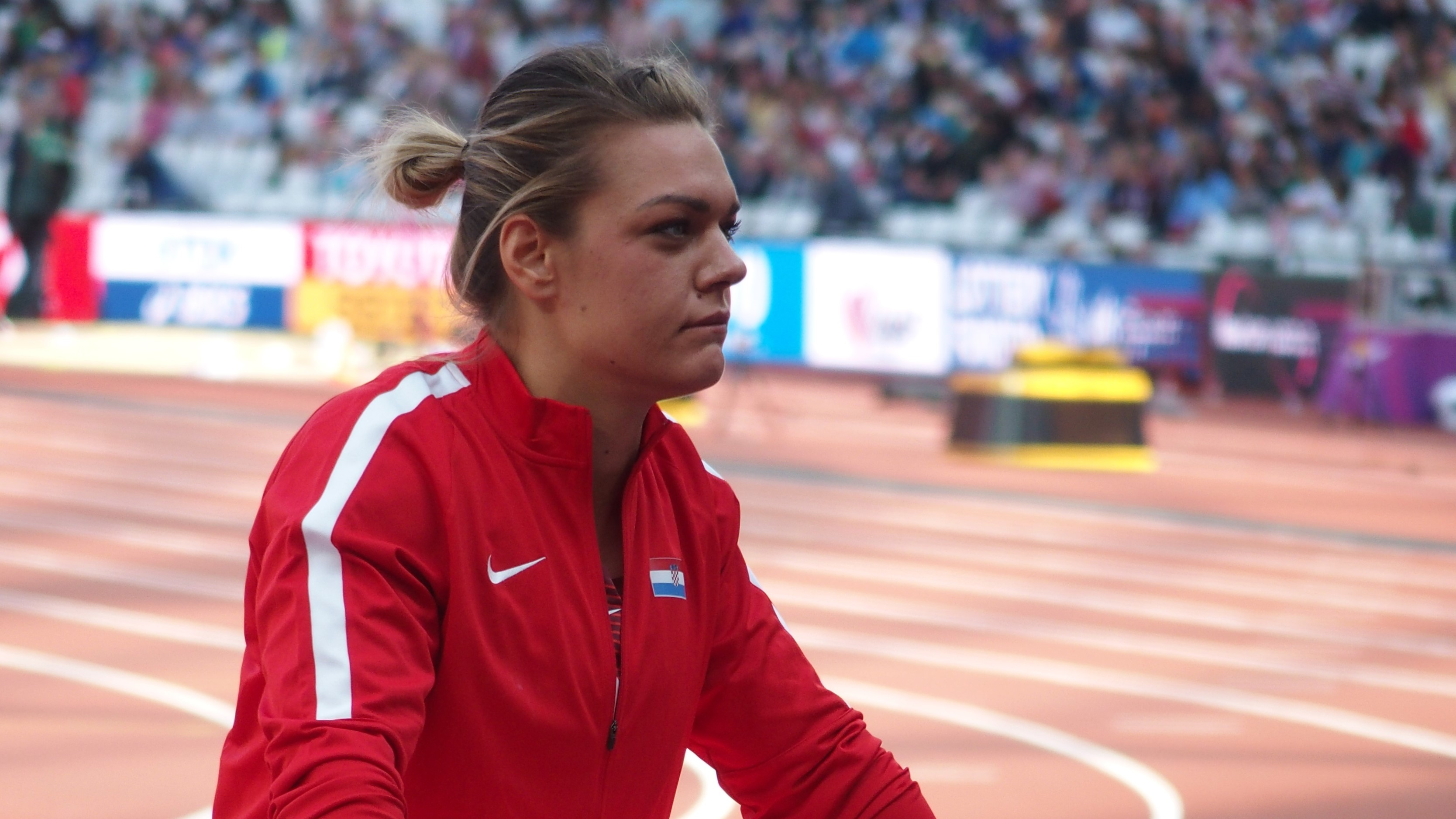
Weltmeisterin Sandra Perković
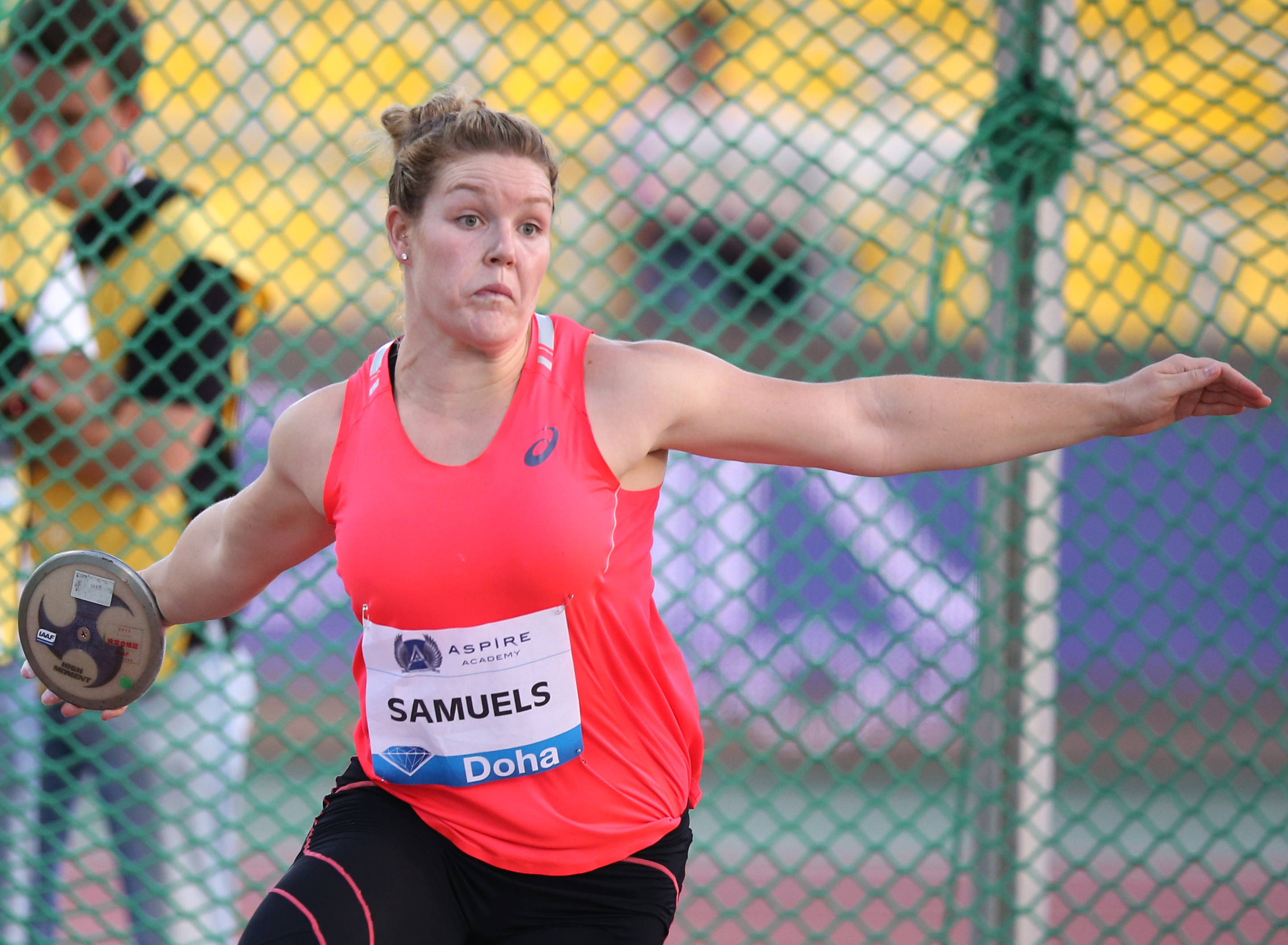
Vizeweltmeisterin Dani Stevens
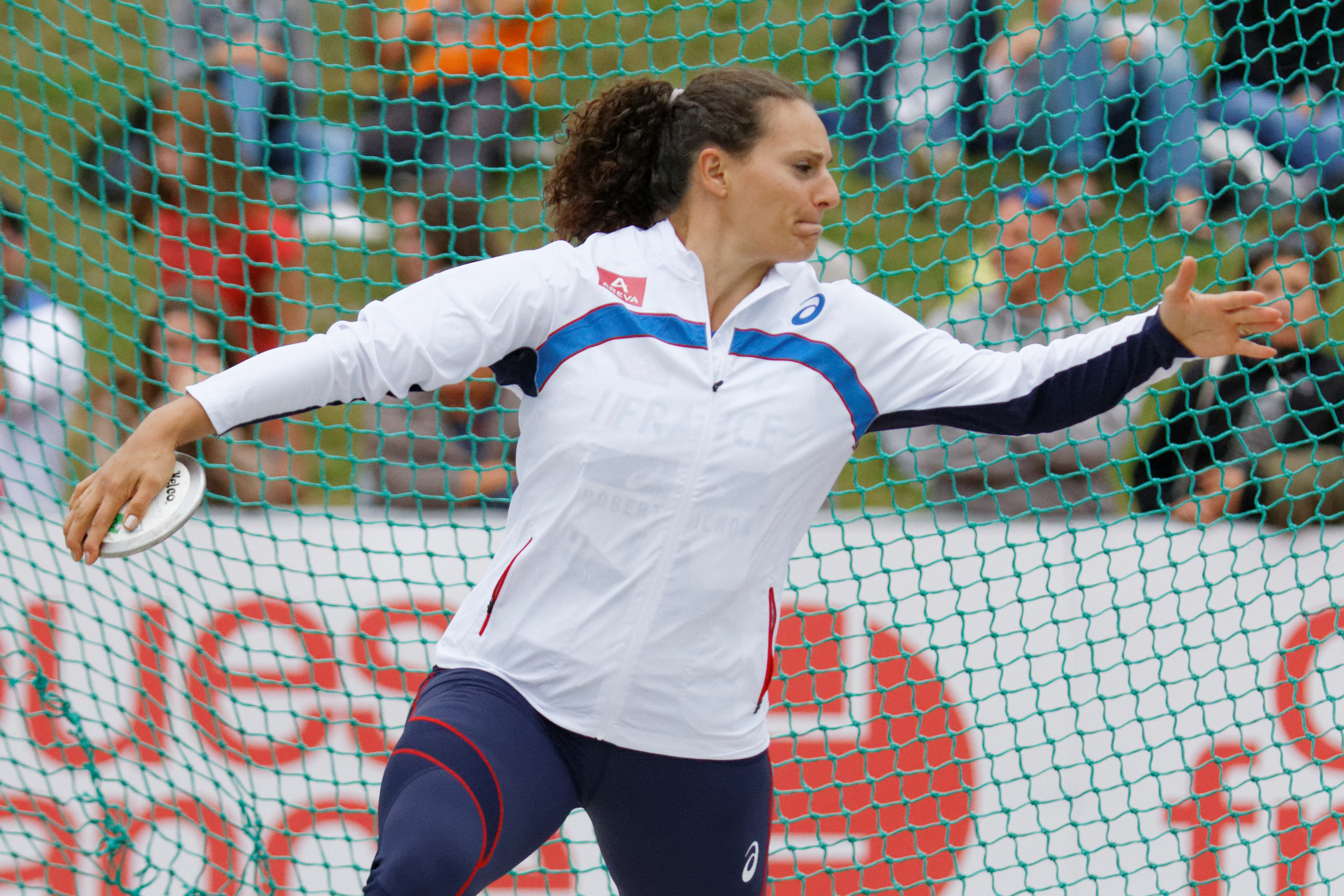
Bronzemedaillengewinnerin Mélina Robert-Michon
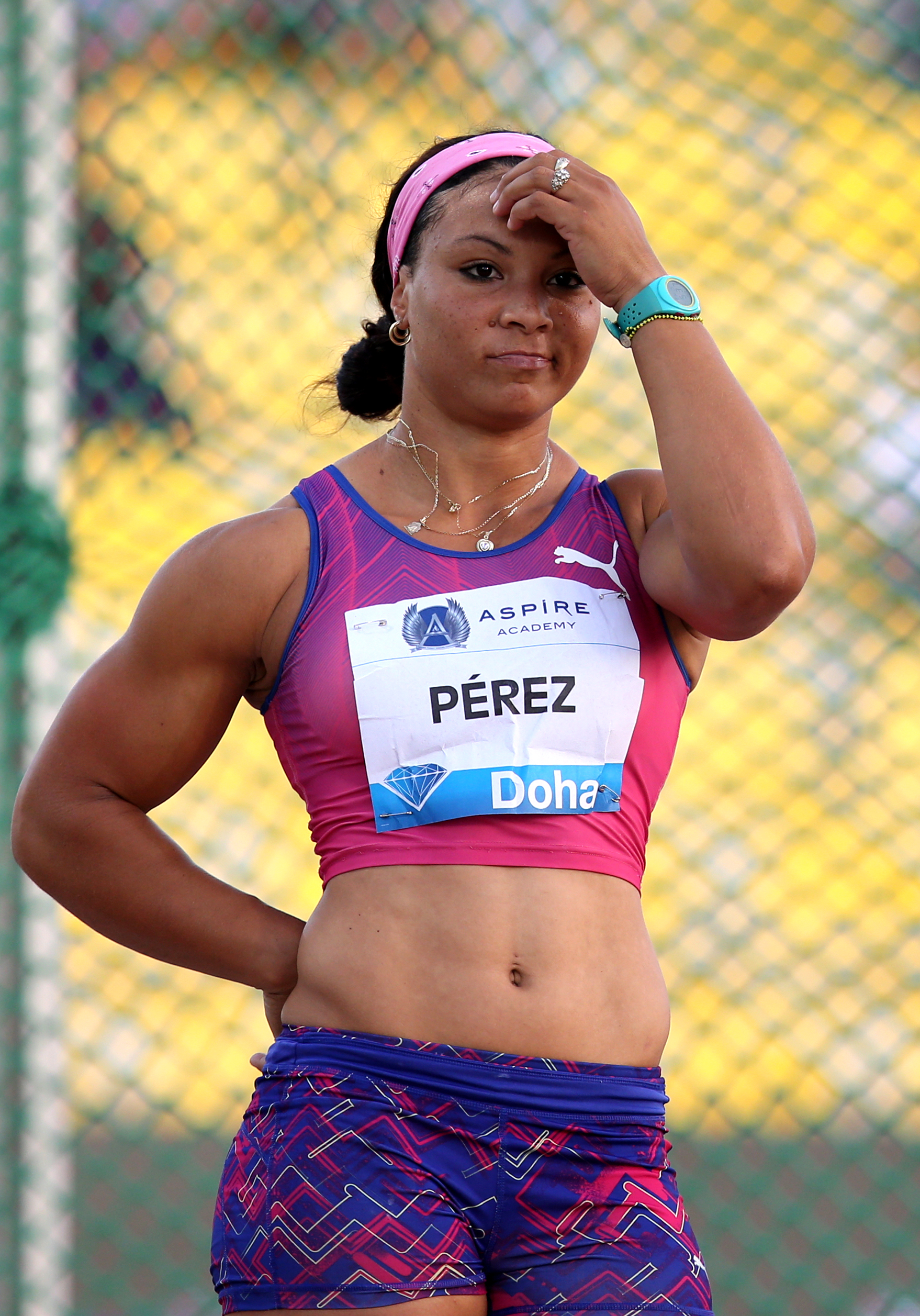
Die viertplatzierte Yaimé Pérez
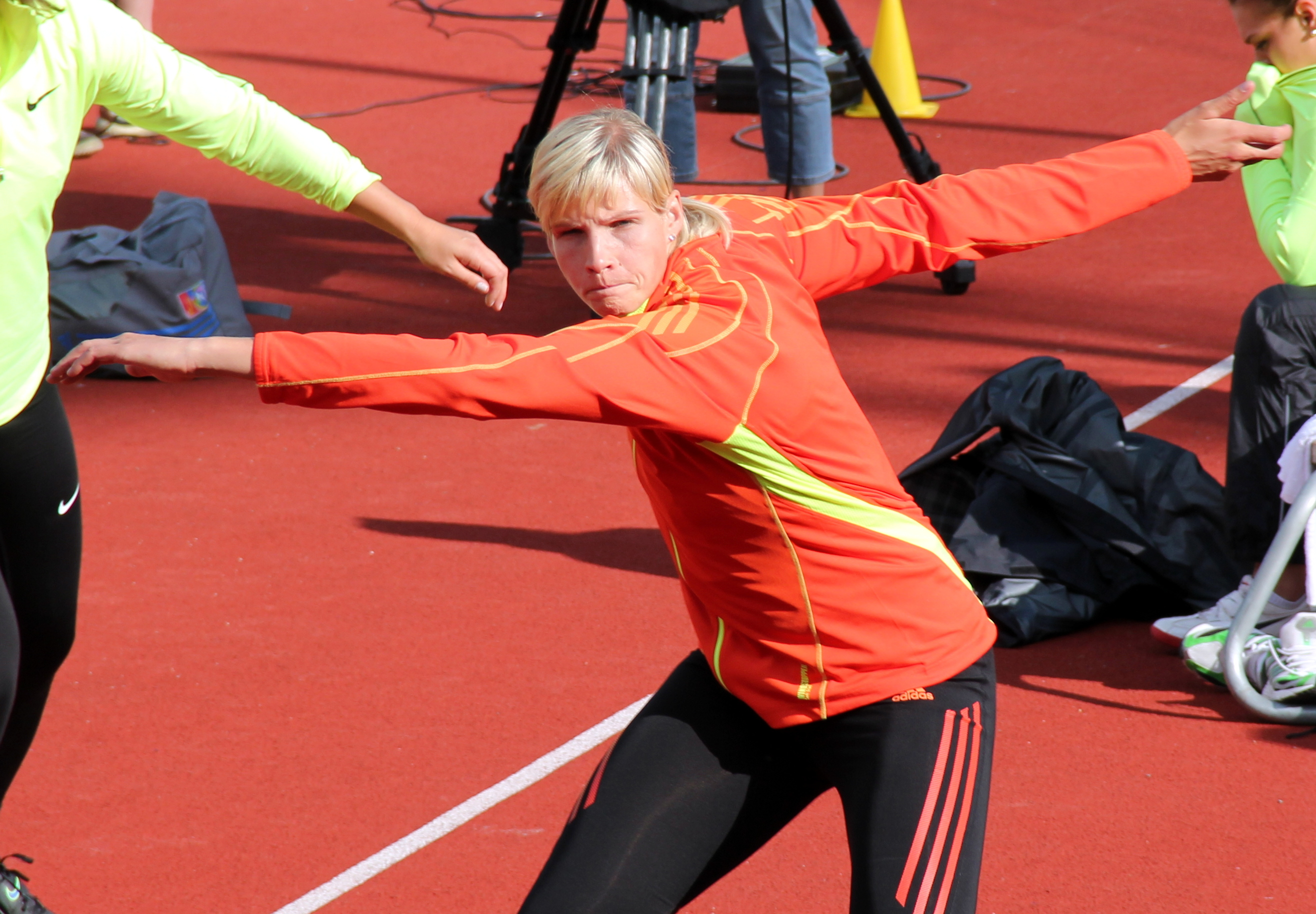
Rang sechs für Nadine Müller
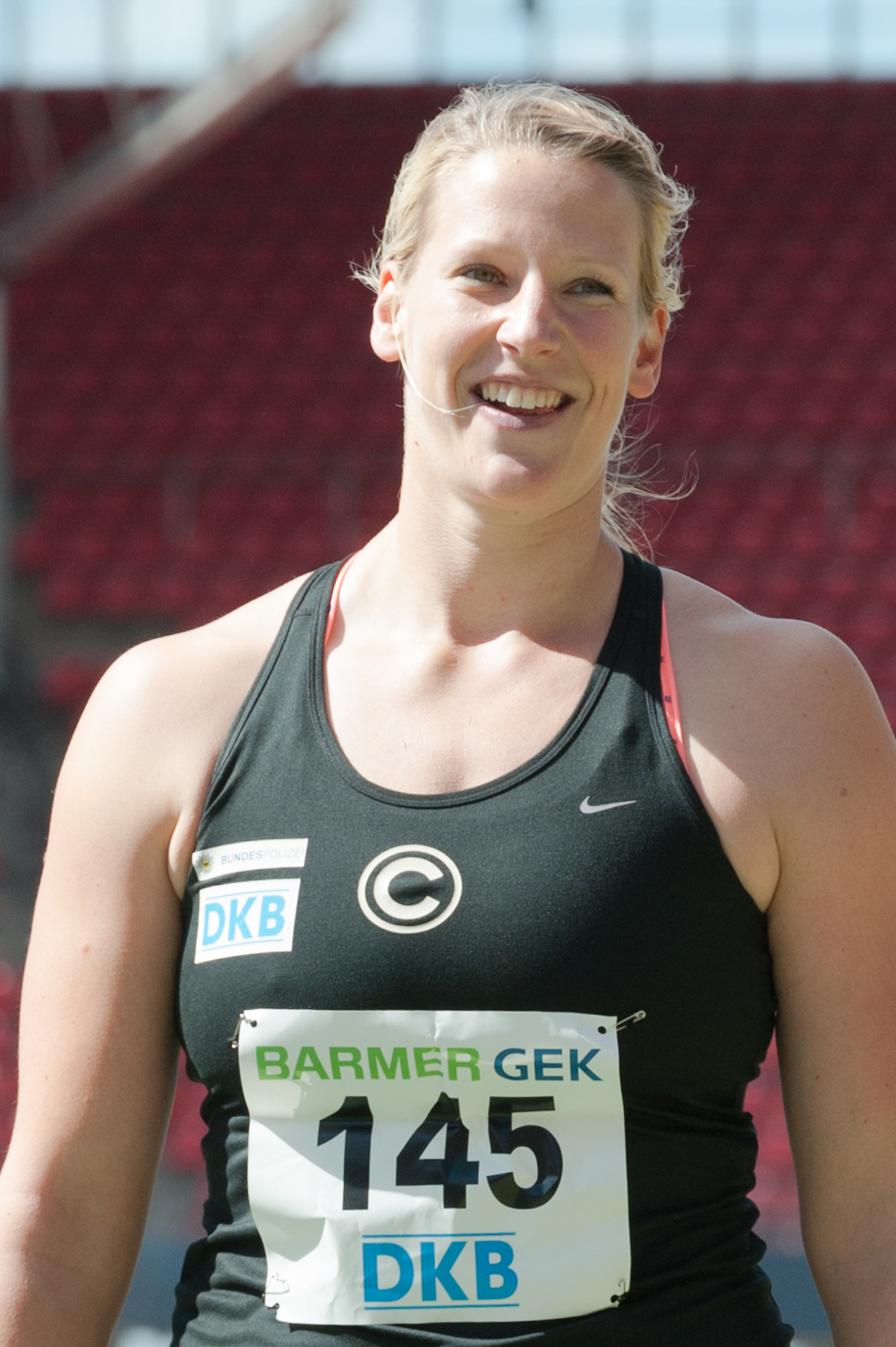
Julia Harting wurde Neunte
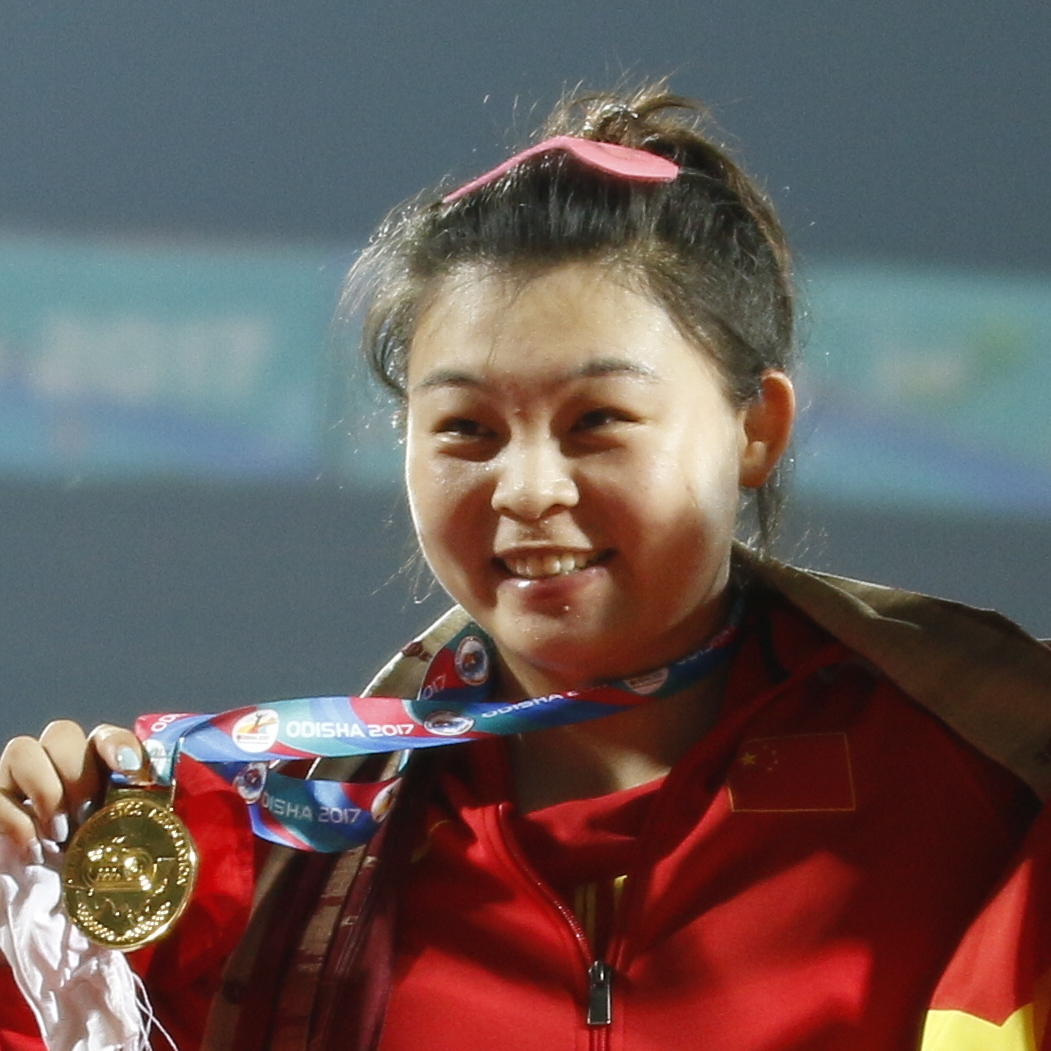
Chen Yang kam auf den zehnten Platz
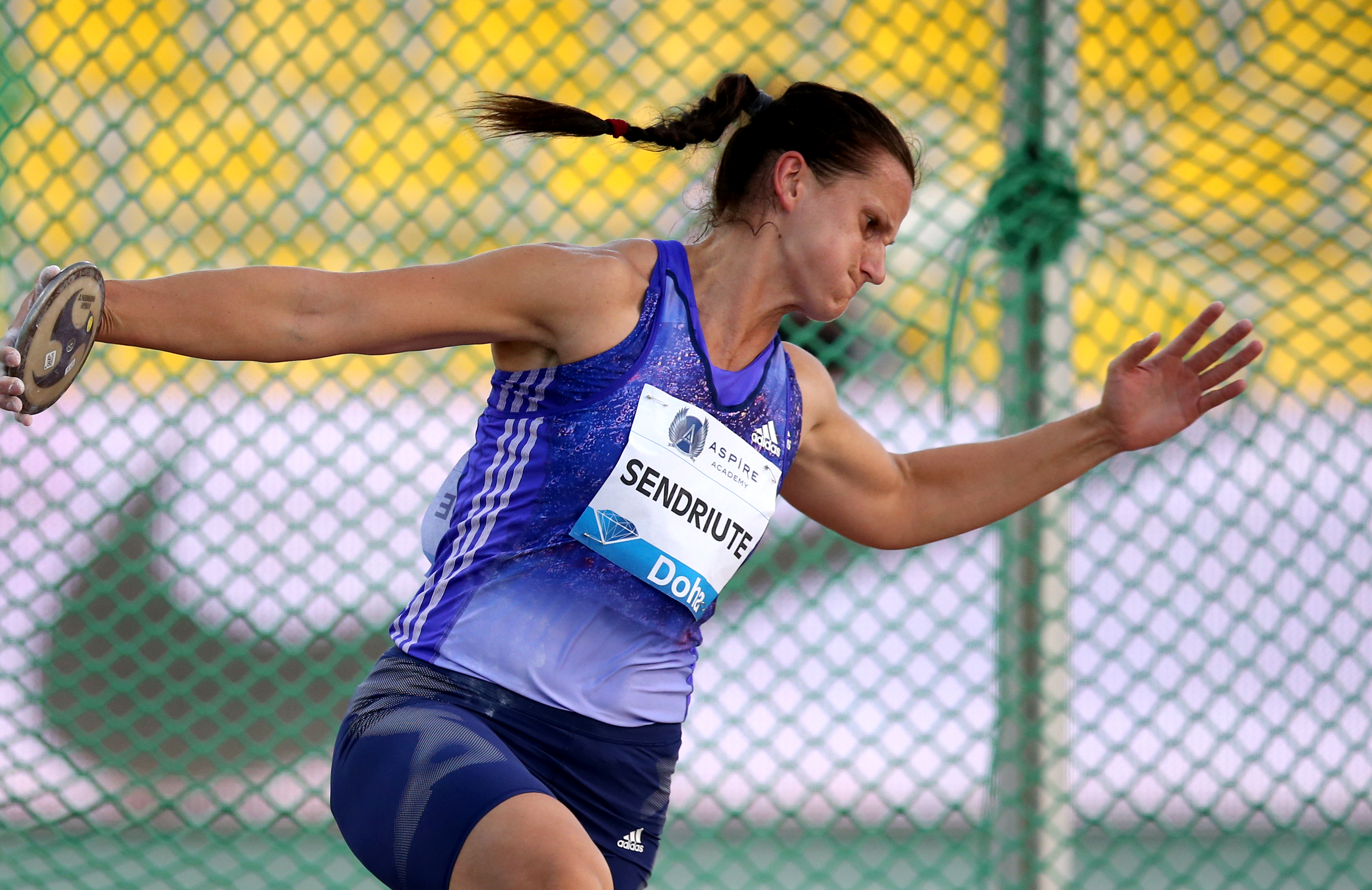
Zinaida Sendriūtė blieb im Finale ohne gültigen Versuch

## Video
- WCH 2017 London – Sandra Perkovic in Interview, youtube.com (englisch), abgerufen am 9. März 2021